# Randall-Rind

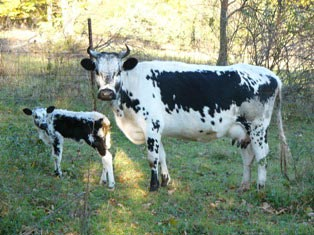
Eine Randall-Kuh mit ihrem Kalb

Das Randall-Rind ist eine Rinderrasse aus Sunderland im Bundesstaat Vermont in den USA.
Randall-Rinder wurden aus mehreren Rassen inklusive der einheimischen Landrasse gezüchtet. Dies geschah auf einer einzigen Farm, die Samuel J. Randall und später seinem Sohn Everett Randall gehörte. Obwohl die Randalls ihre Tiere vor allem als Milchkühe hielten, behielt die Rasse die Mehrnutzungseigenschaften der Ursprungsrassen. Nach dem Tode Everett Randalls 1985 wurde die Herde auf mehrere Farmen im Nordosten verteilt, und die Rasse begann auszusterben. 1987 gab es in einer Herde nur noch fünfzehn Tiere und ein paar andere an zwei zusätzlichen Orten. Die Fünfzehn-Rinder-Herde sollte gerade geschlachtet werden, als Cynthia Creech sich einmischte, die Herde kaufte und sie auf ihre Farm im Bundesstaat Tennessee brachte. Heute zählen die Randall-Rinder wieder mehr als 200 Zuchtkühe und sind weiter am Wachsen.

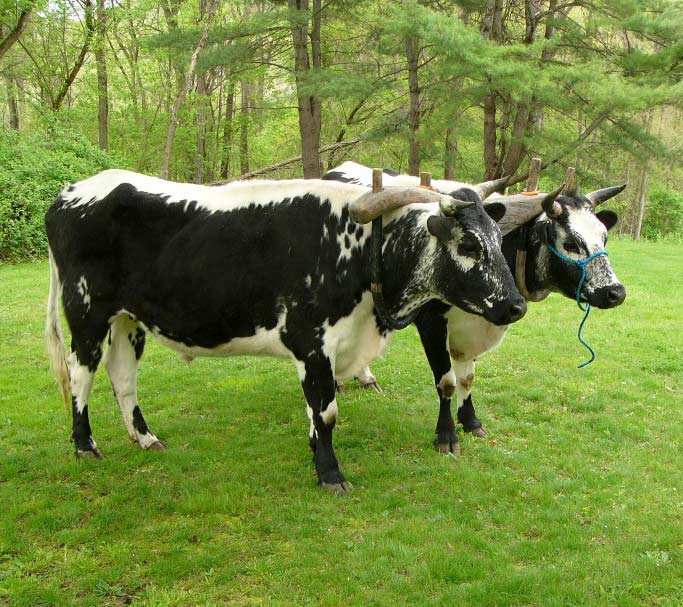
Ein Randall-Ochsengespann

Randall-Rinder sind Dreinutzungsrinder für Milch, Fleisch und Arbeit. Sie sind widerstandsfähig und intelligent und sehr gut für Weidehaltung geeignet. Selten benötigen Randall-Kühe Geburtshilfe, Stoffwechselkrankheiten sind ebenfalls unbekannt.
Typisch für die Rasse ist das Farbmuster. Die meisten Tiere sind schwarz über weiß, aber es gibt auch Schattierungen von Grau, Blau und Rot (das Rot-Gen ist rezessiv und kommt nur gelegentlich zum Vorschein).
Sie variieren in der Größe: die Kühe wiegen zwischen 300 und 450 kg, Bullen erreichen 800 kg. Auch die Form ist relativ variabel: Es gibt Tiere vom milchbetonten "Kanalinsel-Typ" (Jersey-Rind, Guernsey-Rind), aber auch stämmigere Rinder vom Typ Fleisch-Shorthorn. Die meisten Randall-Rinder befinden sich im Osten der USA, mit einer Konzentration im Nordosten. Die größte Randall-Herde und auch das Rasseregister befinden sich in South Kent im Bundesstaat Connecticut.